# Henry Bird
Henry Edward Bird (født 14. juli 1830 i Portsea i Hampshire, død 11. april 1908) var en engelsk skakspiller, der også var forfatter og revisor. Han skrev en bog kaldet Chess History and Reminiscences samt en anden kaldet An Analysis of Railways in the United Kingdom.
Selvom Bird fungerede som revisor og ikke en professionel skakspiller siges det at han "levede for skak, og ville spille mod hvem som helst, hvor som helst på ethvert tidspunkt under alle betingelser."
Bird var med til at gør skakåbningen 1.f4 populær, og den kaldes i dag Birds åbning samt Birds forsvar (1.e4 e5 2.Nf3 Nc6 3.Bb5 Nd4). Birds åbning bliver betragtet som fornuftig, men dog ikke den bedste måde at åbne på. Birds forsvar betragtes som en smule underlegen, men med mulighed for at trække modstanderen ind i en fælde.